# 3104 Dürer
3104 Dürer è un asteroide della fascia principale. Scoperto nel 1982, presenta un'orbita caratterizzata da un semiasse maggiore pari a 2,9631556 au e da un'eccentricità di 0,0863508, inclinata di 24,18706° rispetto all'eclittica.
L'asteroide è dedicato al pittore rinascimentale tedesco Albrecht Dürer.